# Wave (YUKIのアルバム)
『Wave』（ウェーヴ）は、2006年9月6日にリリースされたYUKIの4枚目のアルバム。

## 概要
前作『joy』から約1年半ぶりのリリースとなる。シングルからカップリング曲を含む7曲が収録されている。12thシングル『歓びの種』収録の「首輪」のみ未収録となっている。
通常盤（CDのみ）・初回限定盤（CD+DVD）の2タイプで発売される。ジャケットはそれぞれ異なる。初回限定盤のDVDには、YUKIと共に「Sleep」として活動する平野文子が手がけたビデオクリップが収録される。
「前作では波に乗れなかったが今作では波に乗れた」と本人は話している。
『歓びの種』の歌詞に｢結び直してね｣とあるように、アルバムタイトルは当初『ribbon』にする予定だった。結局は｢波｣のイメージが“女性らしさ”や“バイオリズム”と結び付いたので『WAVE』に決めた。
シングル曲以外の収録曲にはスキマスイッチやKT Tunstallからの提供曲が含まれている。選曲段階では作曲者名を伏せてデモテープを聴き、自ら唱いたいと感じた曲を選んだ。
このアルバムを引っ提げてのツアーは行われておらず、2006年に発表された曲（「メランコリニスタ」以降）のほとんどが2007年のライブで初披露された。
アルバム発売を記念して9月27日より「YUKI WaveRoom」と題して、収録曲のCDジャケットやミュージックビデオで使用された衣装やセットなどの展示会が行われた。

## 収録曲
| #         | タイトル                                  | 作詞                                  | 作曲                                  | 編曲                                  | 時間  |
| --------- | ----------------------------------------- | ------------------------------------- | ------------------------------------- | ------------------------------------- | ----- |
| 1.        | 「長い夢」                                | YUKI                                  | 蔦谷好位置                            | 蔦谷好位置                            | 5:15  |
| 2.        | 「メランコリニスタ」                      | YUKI                                  | 蔦谷好位置                            | 田中隼人                              | 4:24  |
| 3.        | 「ドラマチック」(Strings Arrange：弦一徹) | YUKI                                  | 蔦谷好位置                            | 蔦谷好位置                            | 6:05  |
| 4.        | 「裸の太陽」                              | YUKI                                  | 平野航                                | YUKI / TAKIBIE                        | 5:54  |
| 5.        | 「ふがいないや」                          | YUKI                                  | 蔦谷好位置                            | YUKI / Band ASTRO / 玉井健二 / 湯浅篤 | 3:56  |
| 6.        | 「バースディ」                            | YUKI / KT Tunstall                    | YUKI / KT Tunstall                    | YUKI / 玉井健二 / 湯浅篤              | 4:22  |
| 7.        | 「ヘイ! ユー!」                           | YUKI / Andreas Levander / Per Eklund  | YUKI / Andreas Levander / Per Eklund  | YUKI / TAKIBIE                        | 3:21  |
| 8.        | 「あおぞら」                              | YUKI / Steve McNerney / Shelly Peiken | YUKI / Steve McNerney / Shelly Peiken | YUKI / TAKIBIE                        | 3:56  |
| 9.        | 「You've got a friend」                   | YUKI                                  | スキマスイッチ                        | YUKI / 玉井健二 / 湯浅篤              | 4:37  |
| 10.       | 「ユメミテイタイ」                        | YUKI                                  | Andy Sturmer                          | Andy Sturmer                          | 3:54  |
| 11.       | 「夏のヒーロー」(Strings Arrange：弦一徹) | YUKI                                  | HARCO                                 | YUKI / 玉井健二 / 湯浅篤              | 4:36  |
| 12.       | 「歓びの種」(Strings Arrange：弦一徹)     | YUKI                                  | 蔦谷好位置                            | 島田昌典                              | 5:31  |
| 合計時間: | 合計時間:                                 | 合計時間:                             | 合計時間:                             | 合計時間:                             | 55:51 |

### DVD（初回盤のみ）
| #  | タイトル                             | 作詞 | 作曲・編曲 |
| -- | ------------------------------------ | ---- | ---------- |
| 1. | 「歓びの種」(ビデオクリップ)         |      |            |
| 2. | 「メランコリニスタ」(ビデオクリップ) |      |            |
| 3. | 「ふがいないや」(ビデオクリップ)     |      |            |

### 楽曲解説
1. 長い夢
  - ソニー・エリクソン・モバイルコミュニケーションズ「au W31S」CMソング。PVには自身の公式ページから生まれたキャラクターである「ゆきんこ」が登場した。初出はシングルの発売された2005年だが、アルバムのクレジット表記では2006年扱いにされているため、Album Mixされていると思われる。
2. メランコリニスタ
  - 花王「エッセンシャル ダメージケア」CMソング。本曲の前にこの商品のCM曲だったのが「ハローグッバイ」である。
3. ドラマチック
  - テレビアニメ「ハチミツとクローバー」オープニングテーマ曲。YUKI自身、原作の大ファンである。
4. 裸の太陽
  - 日清食品「野菜スープヌードル」CMソング。
5. ふがいないや
  - テレビアニメ「ハチミツとクローバーII」オープニングテーマ曲。
  - 仮歌ではサビが｢トゥナイ イェイ イェイ イェイ｣となっていた。
6. バースディ
7. ヘイ! ユー!
8. あおぞら
9. You've got a friend
10. ユメミテイタイ
11. 夏のヒーロー
12. 歓びの種
  - 映画「タッチ」主題歌。

## 演奏
- YUKI
  - Vocal
  - Cymbal, Timpani (#1)
- 大澤拓也：Guitar (#1)
- 山本拓夫：Flute (#1)
- 蔦谷好位置
  - Programming (#1)
  - Wurlitzer (#2)
  - Piano, Keyboards (#3)
- 湯浅篤
  - Programming (#1.4-12)
  - All Other Instruments (#6.9)
  - Guitar (#7)
  - Bass (#8)
  - Acoustic Guitar (#10)
- 藤井謙二
  - Guitar (#2.4.8.11.12)
  - Acoustic Guitar (#2.8.11)
- 田中隼人：Programming (#2)
- 佐野康夫：Drums (#3.12)
- 種子田健：Bass (#3.10.11.12)
- 名越由貴夫：Guitar (#3)
- 弦一徹：Strings Arrangement (#3.11.12)
- 弦一徹ストリングス：Strings (#3.11.12)
- 松下敦：Drums (#4.5)
- 皆川真人
  - Electric Piano (#4)
  - Piano (#5)
- 田中ユウスケ：Programming (#4.7.8)
- 木下裕晴：Bass (#5)
- 松江潤：Guitar (#5)
- 宮川剛：Drums (#9)
- 吉田治：Flute (#10)
- 島田昌典
  - Hammond (#11)
  - Piano, Programming (#12)